# Торник, Лев
Лев Торник (греч. Λέων Τορνίκιος; XI век, Эдирне, Фракия — не ранее 24 декабря 1047) — византийский дворянин и военачальник середины XI века.

## Биография
Происходил из знатной армянской семьи, жившей на территории Византийской империи. Император Константин IX Мономах благоволил племяннику и назначил его патрикием и дуксом Мелитены или Иберии.
В 1047 году в Андрианополе разгорелся мятеж. Испугавшись популярности Торника среди знати и его возможного предательства, Константин IX вызвал его в столицу и постриг в монахи, однако не заключил под стражу.
Решив воспользоваться ситуацией, Торник покинул Константинополь 14 сентября 1047 года с несколькими военачальниками и прибыл в Андрианополь уже на следующий день. Там он собрал сторонников и провозгласил себя императором. Собрав людей, он 25 сентября двинулся на Константинополь и разбил свой лагерь под стенами столицы. Император Константин IX, несмотря на слабое здоровье, вооружил горожан и возглавил оборону города в ожидании подкреплений из восточных фем. 28 сентября после двух попыток штурма Лев Торник отступил обратно в Андрианополь. Он осадил Родост, последний западный город, верный Константину; солдаты начали дезертировать из его армии. Вскоре он получил известие о прибытии армии из восточных фем и ему пришлось вернуться в Андрианополь. В декабре Лев Торник был разбит, а остатки его войска перешли на сторону Константина.
24 декабря того же года Торник был ослеплён. О его дальнейшей судьбе ничего не известно.